# TCU Horned Frogs football
La squadra di football dei TCU Horned Frogs rappresenta la Texas Christian University. Gli Horned competono nella Football Bowl Subdivision (FBS) della National Collegiate Athletics Association (NCAA) e nella Big 12 Conference. La squadra è allenata dal 2022 da Sonny Dykes. TCU ha iniziato il suo programma nel football nel 1896 e ha vinto due titoli nazionali, nel 1935 e nel 1938. Tra le sue file hanno militato un vincitore dell'Heisman Trophy, Davey O'Brien, e sette giocatori indotti nella College Football Hall of Fame. Gli Horned Frogs giocano le loro gare interne all'Amon G. Carter Stadium, situato nel campus di Fort Worth.

## Titoli

### Titoli nazionali
| Anno                     | Allenatore               | Selettore                | Record                   | Bowl                     | Risultato                 |
| ------------------------ | ------------------------ | ------------------------ | ------------------------ | ------------------------ | ------------------------- |
| 1935                     | Dutch Meyer              | Williamson Poll          | 12–1                     | Sugar Bowl               | TCU 3, LSU 2              |
| 1938                     | Dutch Meyer              | AP Poll                  | 11–0                     | Sugar Bowl               | TCU 15, Carnegie Mellon 7 |
| Totale titoli nazionali: | Totale titoli nazionali: | Totale titoli nazionali: | Totale titoli nazionali: | Totale titoli nazionali: | 2                         |

## Premi individuali

### Premi nazionali
- Vincitori dell'Heisman Trophy

Davey O'Brien, 1938
- Finalisti dell'Heisman Trophy

Sammy Baugh, 4º nel 1936
Jim Swink, 2º nel 1955
Kenneth Davis, 5º nel 1984
LaDainian Tomlinson, 4º nel 2000
Max Duggan, 2º nel 2022
- Maxwell Award

Davey O'Brien, 1938
- Davey O'Brien Award

Max Duggan, 2022
- Doak Walker Award

LaDainian Tomlinson, 2000
- Jet Award

Derius Davis, 2022
- Jim Thorpe Award

Trevon Moehrig, 2020
Tre'Vius Hodges-Tomlinson, 2022
- Johnny Unitas Golden Arm Award

Max Duggan, 2022

### Membri della College Football Hall of Fame
Dodici ex membri degli Horned Frogs sono stati inseriti nella College Football Hall of Fame:
- Ki Aldrich, Centro, 1960
- Sammy Baugh, Quarterback, 1951
- Madison A. "Matty" Bell, Allenatore, 1955
- Darrell Lester, Centro, 1988
- Bob Lilly, Tackle, 1981
- Rags Matthews, End, 1971

- Dutch Meyer, Allenatore, 1956
- Davey O'Brien, Quarterback, 1955
- Francis Schmidt, Coach, 1971
- Jim Swink, Halfback, 1980
- LaDainian Tomlinson, halfback, 2012

### Membri della Pro Football Hall of Fame
Tre ex giocatori di TCU sono stati inseriti nella Pro Football Hall of Fame:
- Sammy Baugh, QB (1963) Washington Redskins 1937–1952
- Bob Lilly, DT (1980) Dallas Cowboys 1961–1974
- LaDainian Tomlinson, RB (2017) San Diego Chargers 2001–2009, New York Jets 2010–2011

### Numeri ritirati
- 5 LaDainian Tomlinson (2005)
- 8 Davey O'Brien (1939)
- 45 Sammy Baugh (1993)